# Saprochaete ramosissima
Saprochaete ramosissima är en svampart som beskrevs av Vischn. 1955. Saprochaete ramosissima ingår i släktet Saprochaete och familjen Dipodascaceae.   Inga underarter finns listade i Catalogue of Life.